# Kanada na Mistrzostwach Świata w Lekkoatletyce 2015
Kanada na Mistrzostwach Świata w Lekkoatletyce 2015 – reprezentacja Kanady podczas Mistrzostw Świata w Pekinie liczyła 44 zawodników. Zdobyli oni 8 medali, w tym 2 złote, co dało im 7. miejsce w klasyfikacji medalowej.

## Występy reprezentantów Kanady

### Mężczyźni

#### Konkurencje biegowe
| Konkurencja                   | Zawodnik                                                 | Runda 1       | Runda 1 | Półfinał   | Półfinał | Finał        | Finał   |
| Konkurencja                   | Zawodnik                                                 | Rezultat      | Pozycja | Rezultat   | Pozycja  | Rezultat     | Pozycja |
| ----------------------------- | -------------------------------------------------------- | ------------- | ------- | ---------- | -------- | ------------ | ------- |
| Bieg na 100 m                 | Aaron Brown                                              | 10,03         | 10. Q   | 10,15      | 17.      | NQ           | NQ      |
| Bieg na 100 m                 | Andre De Grasse                                          | 9,99          | 7. Q    | 9,96       | 3. Q     | 9,92 (PB)    | brąz    |
| Bieg na 100 m                 | Justyn Warner                                            | 10,20         | 29.     | NQ         | NQ       | NQ           | NQ      |
| Bieg na 200 m                 | Aaron Brown                                              | 20,43         | 27.     | NQ         | NQ       | NQ           | NQ      |
| Bieg na 200 m                 | Brendon Rodney                                           | 20,18 (PB)    | 6. Q    | 20,46      | 19.      | NQ           | NQ      |
| Bieg na 1500 m                | Charles Philibert-Thiboutot                              | 3:39,72       | 17. q   | 3:39,62    | 10.      | NQ           | NQ      |
| Bieg na 5000 m                | Mohammed Ahmed                                           | 13:19,58 (SB) | 3. Q    | —          | —        | 14:00,38     | 12.     |
| Bieg na 5000 m                | Cameron Levins                                           | 13:48,72      | 24.     | —          | —        | NQ           | NQ      |
| Bieg na 10 000 m              | Cameron Levins                                           | —             | —       | —          | —        | 28:15,19     | 14.     |
| Bieg na 110 m przez płotki    | Johnathan Cabral                                         | 13,55         | 21. Q   | 13,37 (PB) | 12.      | NQ           | NQ      |
| Bieg na 110 m przez płotki    | Sekou Kaba                                               | 13,46         | 18. Q   | 13,58      | 22.      | NQ           | NQ      |
| Bieg na 3000 m z przeszkodami | Alex Genest                                              | 8:52,49       | 29.     | —          | —        | NQ           | NQ      |
| Bieg na 3000 m z przeszkodami | Matthew Hughes                                           | 8:41,52       | 19. Q   | —          | —        | 8:14,39      | 5.      |
| Bieg na 3000 m z przeszkodami | Taylor Milne                                             | 8:43,47       | 22.     | —          | —        | NQ           | NQ      |
| Sztafeta 4 × 100 m            | Aaron Brown Andre De Grasse Brendon Rodney Justyn Warner | 38,03 (SB)    | 6. q    | —          | —        | 38,13        | brąz    |
| Chód na 20 km                 | Evan Dunfee                                              | —             | —       | —          | —        | 1:21:48 (SB) | 12.     |
| Chód na 20 km                 | Iñaki Gomez                                              | —             | —       | —          | —        | 1:21:55 (SB) | 14.     |
| Chód na 20 km                 | Benjamin Thorne                                          | —             | —       | —          | —        | 1:19:47 (NR) | brąz    |
| Chód na 50 km                 | Mathieu Bilodeau                                         | —             | —       | —          | —        | 4:01:35 (SB) | 31.     |
| Chód na 50 km                 | Evan Dunfee                                              | —             | —       | —          | —        | 3:49:56 (PB) | 12.     |

#### Konkurencje techniczne
| Konkurencja    | Zawodnik        | Eliminacje | Eliminacje | Finał    | Finał   |
| Konkurencja    | Zawodnik        | Rezultat   | Pozycja    | Rezultat | Pozycja |
| -------------- | --------------- | ---------- | ---------- | -------- | ------- |
| Skok wzwyż     | Derek Drouin    | 2,31       | 1. Q       | 2,34     | złoto   |
| Skok wzwyż     | Michael Mason   | 2,26       | 18.        | NQ       | NQ      |
| Skok o tyczce  | Shawnacy Barber | 5,70       | 7. Q       | 5,90     | złoto   |
| Pchnięcie kulą | Tim Nedow       | 19,63      | 20.        | NQ       | NQ      |

| Dziesięciobój | Dziesięciobój       | Dziesięciobój | Dziesięciobój | Dziesięciobój |
| Zawodnik      | Konkurencja         | Wynik         | Punkty        | Pozycja       |
| ------------- | ------------------- | ------------- | ------------- | ------------- |
| Damian Warner | Bieg na 100 m       | 10,31         | 1020          | 2.            |
| Damian Warner | Skok w dal          | 7,65 (PB)     | 972           | 4.            |
| Damian Warner | Pchnięcie kulą      | 14,44 (PB)    | 755           | 11.           |
| Damian Warner | Skok wzwyż          | 2,04 (SB)     | 840           | 10.           |
| Damian Warner | Bieg na 400 m       | 47,30         | 943           | 4.            |
| Damian Warner | Bieg na 110 m p.pł. | 13,63         | 1023          | 1.            |
| Damian Warner | Rzut dyskiem        | 44,99         | 767           | 6.            |
| Damian Warner | Skok o tyczce       | 4,80 (PB)     | 849           | 14.           |
| Damian Warner | Rzut oszczepem      | 63,50 (SB)    | 791           | 5.            |
| Damian Warner | Bieg na 1500 m      | 4:31,51       | 735           | 8.            |
| Razem         | Razem               | Razem         | 8695 (NR)     | srebro        |

### Kobiety

#### Konkurencje biegowe
| Konkurencja                   | Zawodniczka                                                                         | Runda 1      | Runda 1 | Półfinał     | Półfinał | Finał    | Finał   |
| Konkurencja                   | Zawodniczka                                                                         | Rezultat     | Pozycja | Rezultat     | Pozycja  | Rezultat | Pozycja |
| ----------------------------- | ----------------------------------------------------------------------------------- | ------------ | ------- | ------------ | -------- | -------- | ------- |
| Bieg na 100 m                 | Khamica Bingham                                                                     | 11,30        | 26.     | NQ           | NQ       | NQ       | NQ      |
| Bieg na 100 m                 | Crystal Emmanuel                                                                    | 11,33        | 27.     | NQ           | NQ       | NQ       | NQ      |
| Bieg na 100 m                 | Kimberly Hyacinthe                                                                  | 11,54        | 40.     | NQ           | NQ       | NQ       | NQ      |
| Bieg na 200 m                 | Khamica Bingham                                                                     | 22,90        | 12. Q   | 23,02        | 17.      | NQ       | NQ      |
| Bieg na 200 m                 | Crystal Emmanuel                                                                    | 23,22        | 28.     | NQ           | NQ       | NQ       | NQ      |
| Bieg na 200 m                 | Kimberly Hyacinthe                                                                  | 23,03        | 19. Q   | 23,07        | 21.      | NQ       | NQ      |
| Bieg na 400 m                 | Audrey Jean-Baptiste                                                                | 53,18        | 39.     | NQ           | NQ       | NQ       | NQ      |
| Bieg na 400 m                 | Carline Muir                                                                        | 51,70 (SB)   | 24. q   | 52,31        | 23.      | NQ       | NQ      |
| Bieg na 800 m                 | Fiona Benson                                                                        | 2:00,53      | 14. Q   | 1:59,59 (PB) | 17.      | NQ       | NQ      |
| Bieg na 800 m                 | Melissa Bishop                                                                      | 2:00,23      | 9. Q    | 1:57,52 (NR) | 1. Q     | 1:58,12  | srebro  |
| Bieg na 1500 m                | Nicole Sifuentes                                                                    | 4:12,82      | 29.     | NQ           | NQ       | NQ       | NQ      |
| Bieg na 5000 m                | Nicole Sifuentes                                                                    | 15:50,99     | 19.     | —            | —        | NQ       | NQ      |
| Bieg na 10 000 m              | Lanni Marchant                                                                      | —            | —       | —            | —        | 32:22,50 | 18.     |
| Bieg na 10 000 m              | Natasha Wodak                                                                       | —            | —       | —            | —        | 32:59,20 | 23.     |
| Bieg na 100 m przez płotki    | Phylicia George                                                                     | 13,03        | 18. q   | 12,87 (SB)   | 10.      | NQ       | NQ      |
| Bieg na 100 m przez płotki    | Nikkita Holder                                                                      | 12,86        | 6. Q    | 13,00        | 16.      | NQ       | NQ      |
| Bieg na 400 m przez płotki    | Sage Watson                                                                         | 56,08        | 18. q   | 56,38        | 19.      | NQ       | NQ      |
| Bieg na 3000 m z przeszkodami | Geneviève Lalonde                                                                   | 9:36,83      | 19.     | —            | —        | NQ       | NQ      |
| Bieg na 3000 m z przeszkodami | Erin Teschuk                                                                        | 9:40,07 (PB) | 25.     | —            | —        | NQ       | NQ      |
| Sztafeta 4 × 100 m            | Crystal Emmanuel Kimberly Hyacinthe Isatu Fofanah Khamica Bingham                   | 42,60 (NR)   | 6. Q    | —            | —        | 43,05    | 6.      |
| Sztafeta 4 × 400 m            | Carline Muir Aiyanna Stiverne Sage Watson Audrey Jean-Baptiste Nicole Sassine (el.) | 3:26,14 (SB) | 8. q    | —            | —        | 3:27,69  | 8.      |
| Chód na 20 km                 | Rachel Seaman                                                                       | —            | —       | —            | —        | 1:31:39  | 13.     |

#### Konkurencje techniczne
| Konkurencja    | Zawodniczka       | Eliminacje | Eliminacje | Finał    | Finał   |
| Konkurencja    | Zawodniczka       | Rezultat   | Pozycja    | Rezultat | Pozycja |
| -------------- | ----------------- | ---------- | ---------- | -------- | ------- |
| Skok w dal     | Christabel Nettey | 6,79       | 4. Q       | 6,95     | 4.      |
| Rzut młotem    | Sultana Frizell   | 69,66      | 13.        | NQ       | NQ      |
| Rzut oszczepem | Elizabeth Gleadle | 64,02      | 6. Q       | 59,82    | 11.     |

| Siedmiobój            | Siedmiobój         | Siedmiobój | Siedmiobój | Siedmiobój |
| Zawodniczka           | Konkurencja        | Wynik      | Punkty     | Pozycja    |
| --------------------- | ------------------ | ---------- | ---------- | ---------- |
| Brianne Theisen-Eaton | Bieg na 100 m p.pł | 12,98 (PB) | 1127       | 3.         |
| Brianne Theisen-Eaton | Skok wzwyż         | 1,80       | 978        | 15.        |
| Brianne Theisen-Eaton | Pchnięcie kulą     | 13,70      | 774        | 16.        |
| Brianne Theisen-Eaton | Bieg na 200 m      | 23,97      | 986        | 4.         |
| Brianne Theisen-Eaton | Skok w dal         | 6,55       | 1023       | 2.         |
| Brianne Theisen-Eaton | Rzut oszczepem     | 42,94      | 724        | 18.        |
| Brianne Theisen-Eaton | Bieg na 800 m      | 2:11,52    | 942        | 3.         |
| Razem                 | Razem              | Razem      | 6554       | srebro     |